# 曲什安镇
曲什安镇，是中华人民共和国青海省海南藏族自治州兴海县下辖的一个乡镇级行政单位。

## 行政区划
曲什安镇下辖以下地区：
大米滩村、莫多村、塔洞村、团结村和才乃亥村。